# Mia Krisna Pratiwi
Mia Krisna Pratiwi (Indonésia, 19 de junho de 1996) é uma engenheira ambiental e ambientalista indonésia. Em 2021, ela foi listada como uma das 100 mulheres mais influentes do mundo pela BBC.
Pratiwi frequentou o Instituto de Tecnologia de Bandung e trabalha na Agência Ambiental da cidade de Dempassar. Mia desenvolveu um aplicativo para melhorar a coleta, o processamento e a reciclagem de resíduos urbanos na ilha de Bali. É gerido através da ONG Griya Luhu e envolve a comunidade local.
Em outubro de 2021, Mia fez parte do júri do Concurso Adolescente Empreendedor Sustentável.